# Wētā FX

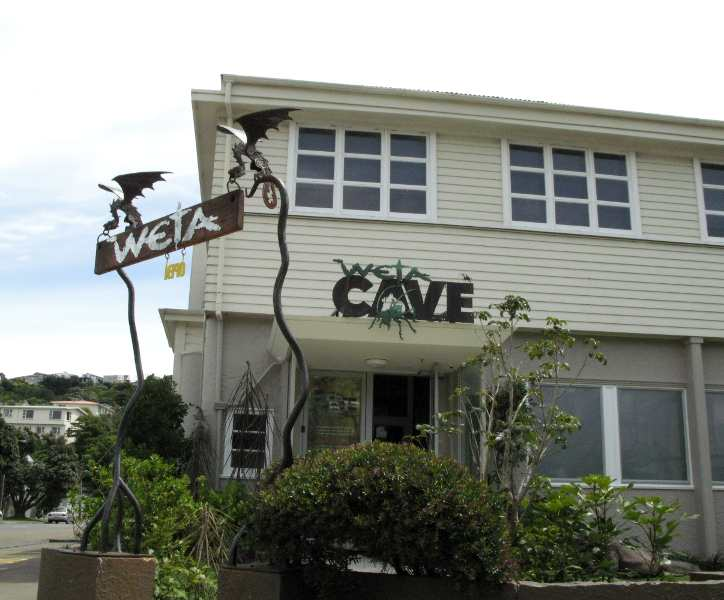
Weta Cave verkauft Bücher und Sammlergegenstände neben den Gebäuden von Weta Digital

Wētā FX, ehemals bekannt als Weta Digital, ist ein Unternehmen für visuelle Effekte aus Wellington, Neuseeland. Es entstand 1993 als Zweig von Weta Workshop und befasst sich mit digitalen Spezialeffekten.
Neben Industrial Light and Magic, der Effektschmiede von George Lucas, und Sony Pictures Imageworks zählt Wētā FX zu den wichtigsten Unternehmen der Welt für visuelle Effekte.

## Geschichte
Im November 2021 verkaufte Peter Jackson die Abteilung zur Entwicklung von digitalen Special-Effects-Werkzeugen und Technologien mit ihren 265 Angestellten und dem dazu gehörigen intellektuellem Eigentum für 1,625 Milliarden US-Dollar an Unity Technologies. Diese firmiert seitdem unter dem Namen Weta Digital und wird unter Unity als eigenständiges Unternehmen weitergeführt. Verschiedene Werkzeuge des Unternehmens wurden seitdem als Weta Tools zugänglich gemacht.
Die von Weta Digital unabhängige Abteilung für die Entwicklung und Umsetzung von visuellen Effekten für Filme und Serien verbleibt im Besitz von Jackson und trägt nun den Namen Wētā FX. Im April 2022 eröffnete Wētā FX ein Studio im kanadischen Vancouver, die erste Niederlassung außerhalb von Neuseeland.

## Projekte
- 1994: Heavenly Creatures (30 CGI-Shots)
- 1996: The Frighteners (497 CGI-Shots)
- 1997: Contact (48 CGI-Shots)
- 2001: Der Herr der Ringe: Die Gefährten (450 CGI-Shots)
- 2002: Der Herr der Ringe: Die zwei Türme (760 CGI-Shots)
- 2003: Der Herr der Ringe: Die Rückkehr des Königs (1.496 CGI-Shots)
- 2004: Van Helsing (38 CGI-Shots)
- 2004: I, Robot (290 CGI-Shots)
- 2005: King Kong (2.200–3.000 CGI-Shots)
- 2006: X-Men: Der letzte Widerstand
- 2006: Eragon – Das Vermächtnis der Drachenreiter
- 2007: Black Sheep
- 2007: Brücke nach Terabithia
- 2007: Fantastic Four: Rise of the Silver Surfer
- 2007: Mein Freund, der Wasserdrache
- 2007: Verwünscht
- 2007: 30 Days of Night
- 2007: Jackass: The Game (Motion Capture)
- 2008: Jumper
- 2008: Der Tag, an dem die Erde stillstand
- 2009: Halo
- 2009: District 9
- 2009: In meinem Himmel
- 2009: Avatar – Aufbruch nach Pandora[4]
- 2010: Gullivers Reisen – Da kommt was Großes auf uns zu
- 2010: Das A-Team – Der Film
- 2010: Knight and Day
- 2011: X-Men: Erste Entscheidung
- 2011: Planet der Affen: Prevolution
- 2011: Die Abenteuer von Tim und Struppi
- 2012: The Avengers[5]
- 2012: Abraham Lincoln: Vampire Hunter
- 2012: Der Hobbit: Eine unerwartete Reise
- 2012: Prometheus – Dunkle Zeichen
- 2013: Iron Man 3
- 2013: Man of Steel
- 2013: Wolverine: Weg des Kriegers
- 2013: Die Tribute von Panem – Catching Fire
- 2013: Der Hobbit: Smaugs Einöde
- 2014: Planet der Affen: Revolution
- 2014: Der Hobbit: Die Schlacht der Fünf Heere
- 2015: Maze Runner – Die Auserwählten in der Brandwüste
- 2016: Batman v Superman: Dawn of Justice
- 2016: Deadpool
- 2016: The Jungle Book
- 2016: Independence Day: Wiederkehr
- 2016: BFG – Big Friendly Giant
- 2016: Elliot, der Drache
- 2017: Guardians of the Galaxy Vol. 2
- 2017: Game of Thrones (Staffel 7)
- 2017: Justice League
- 2018: Avengers: Infinity War
- 2018: Deadpool 2
- 2018: Aquaman
- 2019: Game of Thrones (Staffel 8)
- 2019: Avengers: Endgame
- 2021: Zack Snyder’s Justice League
- 2022: Peacemaker
- 2022: The Batman
- 2022: Der Herr der Ringe: Die Ringe der Macht
- 2022: Avatar: The Way of Water
- 2024: Better Man – Die Robbie Williams Story (Better Man)

## Produkte
- Das 3D-Computerprogramm Massive zur Generierung großer Menschenmengen, Kriegs-Szenarien und Kämpfe mit Hilfe einer Künstlichen Intelligenz wurde von Stephen Regelous im Auftrag von Weta Digital entwickelt.